# Дальневосточная МИС
Дальневосто́чная МИС (МашиноИспытательная Станция) — посёлок в Октябрьском районе Приморского края. Входит в состав Покровского сельского поселения.

## География
Посёлок Дальневосточная МИС — спутник районного центра села Покровка, расстояние до которой около 3 км на северо-восток.
На север от посёлка Дальневосточная МИС дорога идёт к селу Струговка и далее к селу Поречье.

## Население
| 2002 | 2010 |
| ---- | ---- |
| 341  | ↘330 |

## Улицы
| - ул. Лазо, - ул. Луговая, - ул. Рабочая, - ул. Садовая, | - пер. Солнечный, - пер. Спортивный, - ул. Чайковского, - пер. Юбилейный. |

## Экономика
Сельскохозяйственные предприятия Октябрьского района.